# العلاقات الصومالية المولدوفية
العلاقات الصومالية المولدوفية هي العلاقات الثنائية التي تجمع بين الصومال ومولدوفا.

## مقارنة بين البلدين
هذه مقارنة عامة ومرجعية للدولتين:
| وجه المقارنة                                              | الصومال                        | مولدوفا                           |
| --------------------------------------------------------- | ------------------------------ | --------------------------------- |
| المساحة (كم2)                                             | 637.66 ألف                     | 33.85 ألف                         |
| عدد السكان (نسمة)                                         | 14.74 مليون                    | 2.55 مليون                        |
| الكثافة السكانية (ن./كم²)                                 | 23.12                          | 75.33                             |
| العاصمة                                                   | مقديشو                         | كيشيناو                           |
| اللغة الرسمية                                             | اللغة الصومالية، اللغة العربية | اللغة المولدوفية، اللغة الرومانية |
| العملة                                                    | شلن صومالي                     | ليو مولدوفي                       |
| الناتج المحلي الإجمالي (بليون دولار)                      | 7.37 مليار                     | 8.13 مليار                        |
| الناتج المحلي الإجمالي (تعادل القوة الشرائية) بليون دولار |                                | 17.94 مليار                       |
| الناتج المحلي الإجمالي الاسمي للفرد دولار أمريكي          | 549                            | 3.65 ألف                          |
| الناتج المحلي الإجمالي للفرد دولار أمريكي                 |                                | 4.98 ألف                          |
| مؤشر التنمية البشرية                                      |                                | 0.693                             |
| رمز المكالمات الدولي                                      | +252                           | +373                              |
| رمز الإنترنت                                              | .so                            | .md                               |
| المنطقة الزمنية                                           | ت ع م+03:00                    | ت ع م+02:00، ت ع م+03:00          |

## منظمات دولية مشتركة
يشترك البلدان في عضوية مجموعة من المنظمات الدولية، منها:
| علم المنظمة | اسم المنظمة                               | تاريخ انضمام الصومال | تاريخ انضمام مولدوفا |
| ----------- | ----------------------------------------- | -------------------- | -------------------- |
|             | مؤسسة التنمية الدولية                     | 31 أغسطس 1962        | 14 يونيو 1994        |
|             | يونسكو                                    | 15 نوفمبر 1960       | 27 مايو 1992         |
|             | الأمم المتحدة                             | 20 سبتمبر 1960       | 2 مارس 1992          |
|             | الفريق المعني برصد الأرض                  | ?                    | ?                    |
|             | الاتحاد البريدي العالمي                   | ?                    | ?                    |
|             | البنك الدولي للإنشاء والتعمير             | 31 أغسطس 1962        | 12 أغسطس 1992        |
|             | الاتحاد الدولي للاتصالات                  | 28 سبتمبر 1962       | 20 أكتوبر 1992       |
|             | منظمة حظر الأسلحة الكيميائية              | ?                    | ?                    |
|             | مؤسسة التمويل الدولية                     | 31 أغسطس 1962        | 10 مارس 1995         |
|             | المركز الدولي لتسوية المنازعات الاستشارية | 30 مارس 1968         | 4 يونيو 2011         |
|             | منظمة الشرطة الجنائية الدولية             | ?                    | ?                    |

## وصلات خارجية
- موقع وزارة الخارجية الصومالية
- موقع وزارة الخارجية المولدوفية